# 3801 Thrasymedes
A 3801 Thrasymedes (ideiglenes jelöléssel 1985 VS) egy kisbolygó a Naprendszerben. A Spacewatch projekt keretében fedezték fel 1985. november 6-án.